# Igor Tikhomirov
Igor Tikhomirov (în rusă Игорь Тихомиров; n. 4 mai 1963, Moscova, RSFS Rusă, URSS) este un scrimer canadian de origine rusă, specializat pe sabie. Cu echipa Uniunii Sovietice a fost laureat cu bronz la Jocurile Olimpice de vară din 1988 de la Seul. 
A început să practice scrima la vârsta de 12 ani după o prezentare la școala. A participat la Olimpiada de la Seul doar la proba pe echipe. Echipa sovietică a trecut de Țările de Jos, Canada și Suedia, dar a pierdut în semifinală cu Franța. A învins Italia în finala mică și s-a mulțumit cu bronzul. În anul 1991 a cucerit medalia de aur la campionatul din Rusia. Astfel a devenit ultimul campion sovietic la spadă.
În anul 1996 s-a mutat cu familia sa în Canada, unde și-a înființat clubul „Sword Players”. În anul următor a fost campion din Canada. În anul 2006 a câștigat medalia de aur la Campionatul Panamerican de la Valencia. Clasat pe locul 27, a fost laureat cu bronz la Campionatul Mondial din același an de la Torino, după ce a fost învins de chinezul Wang Lei. Astfel a devenit primul canadian medaliat la un Campionat Mondial din istoria scrimei masculin. A reprezentat Canada la Jocurile Olimpice din 2008 de la Beijing. A trecut în turul întâi de ucraineanul Maksîm Hvorost, dar a pierdut apoi în fața francezului Fabrice Jeannet, care a câștigat medalia de argint în cele din urma.

## Legături externe
- en Igor Tikhomirov la Olympedia.org